# Christiane Weise
Christiane Weise, geb. Christiane Zeis (* 22. September 1796 in Dessau; † 25. Juli 1844 in Danzig), war eine deutsche Schauspielerin und Sängerin.

## Leben
Christiane Weise wurde als Christiane Zeis geboren; sie war eine Tochter des Schauspielerehepaars Friedrich Karl Christoph Zeis und  Maria Theresia Zeis, geb. Homberg, und eine Schwester von Louise Zeis, die ebenfalls Schauspielerin wurde. Schon bevor sie 1810 mit ihrer Familie nach Danzig kam, hatte sich die junge Christiane Zeis dem Theater zugewandt; sie trat bereits im Kindesalter unter Bossan in Dessau auf.
Nach der Auflösung des Dessauer Hoftheaters im Jahr 1810 zog Maria Theresia Zeis mit ihren Töchtern nach Danzig, wo Christiane 1811 im Alter von 15 Jahren als „Königin der Nacht“ debütierte. Nachdem sie 1817 die Ehe mit ihrem Bühnenkollegen Friedrich Weise geschlossen hatte, übernahm sie vorwiegend Mütterrollen in Opern. Außer in Danzig war Christiane Weise auch längere Zeit in Königsberg engagiert.
Christiane und Friedrich Weise hatten eine gemeinsame Tochter, Friederike Weise, die den Schauspieler August Wolff heiratete.